# Mittenothamnium megapelmatum
Mittenothamnium megapelmatum är en bladmossart som beskrevs av Jules Cardot 1913. Mittenothamnium megapelmatum ingår i släktet Mittenothamnium och familjen Hypnaceae. Inga underarter finns listade i Catalogue of Life.